# Ocotea domatiata
Ocotea domatiata är en lagerväxtart som beskrevs av Carl Christian Mez och Paul Hermann Wilhelm Taubert. Ocotea domatiata ingår i släktet Ocotea och familjen lagerväxter. Inga underarter finns listade i Catalogue of Life.